# 华君铎
华君铎（1942年5月14日—），江苏常熟人，中华人民共和国政治人物、外交官。1965年毕业于华东师范大学英国语言文学系。1993年，接替石春来，担任中华人民共和国驻澳大利亚大使。2001年，接替周刚担任中华人民共和国驻印度大使。2004年，由孙玉玺接任。
2004年11月29日举行的2010年上海世博会组委会第二次会议上，审议通过了华君铎为上海世界博览会中国政府总代表。